# Tour du Marboré
Pour les articles homonymes, voir Marboré.
La tour du Marboré ou tour de Gavarnie est un sommet des Pyrénées situé sur la crête frontière franco-espagnole dans le massif du Mont-Perdu.

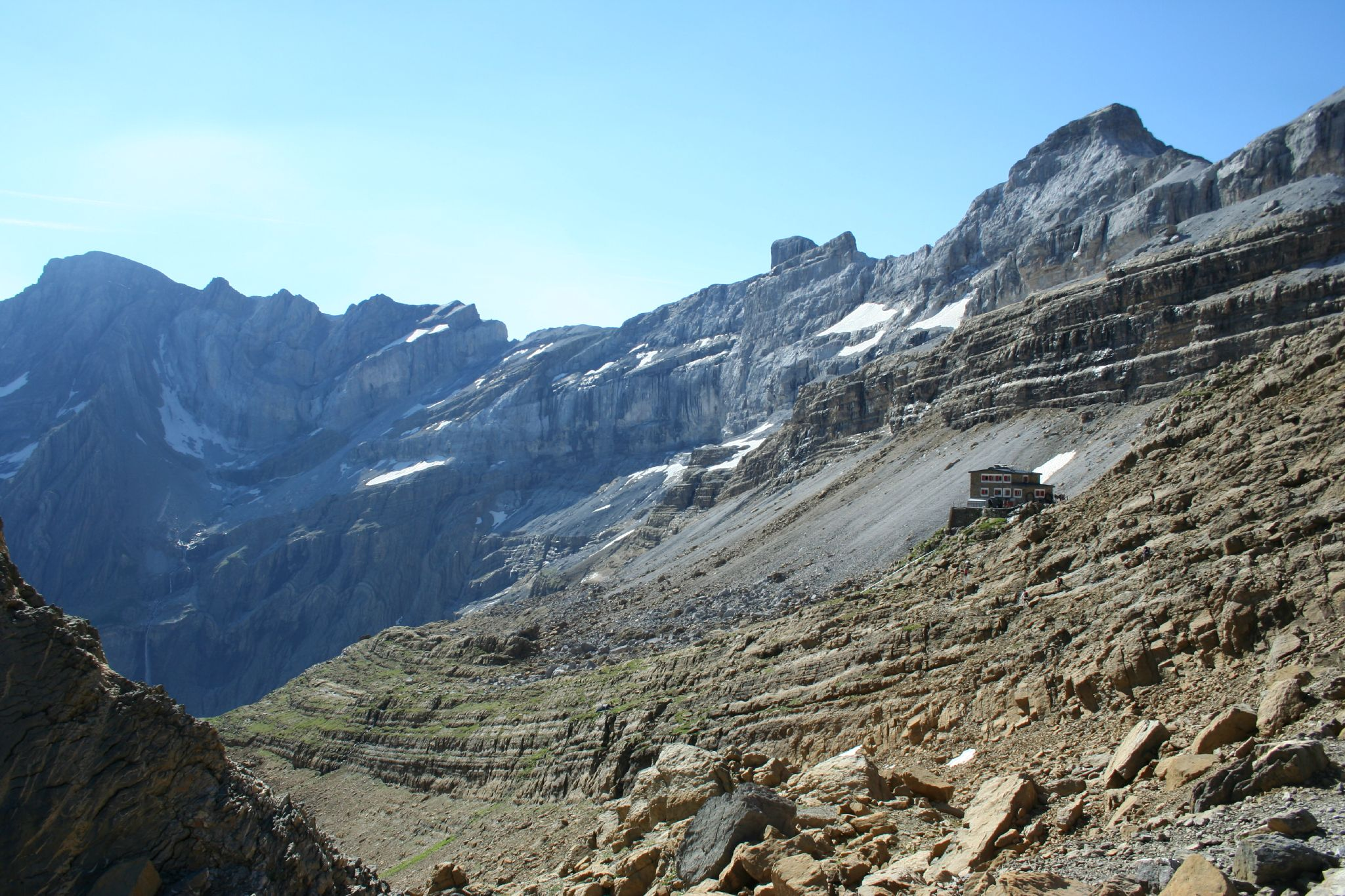
De gauche (est) à droite (ouest) : pic du Marboré, pic de la Cascade oriental, pic de la Cascade central ou pic Brulle, pic de la Cascade occidental, épaule du Marboré, tour du Marboré, casque du Marboré, et refuge des Sarradets. Au centre, cascade de Gavarnie. Voir encadrements des photographies no 1 et no 2 sur Commons.

## Géographie

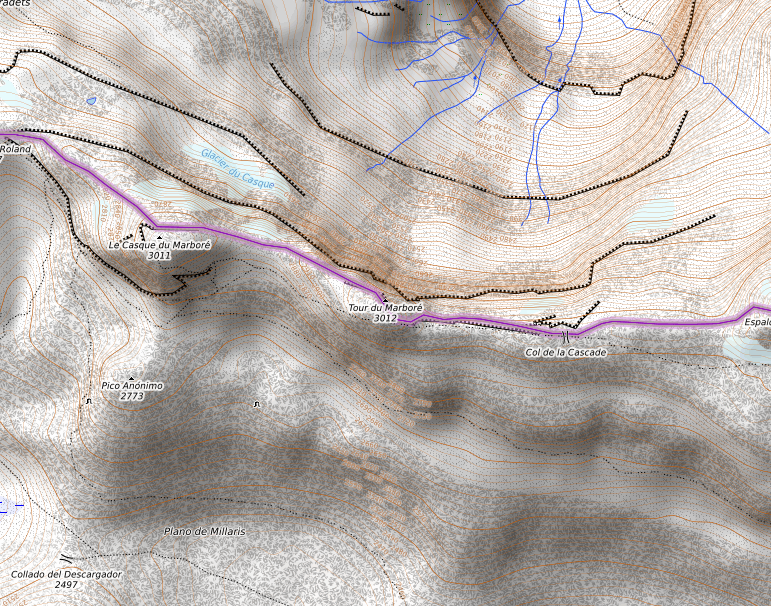
Carte topographique de la tour du Marboré.

### Topographie
La tour du Marboré fait partie de la ceinture du cirque de Gavarnie. Elle marque la limite entre le parc national des Pyrénées (France) et le parc national d'Ordesa et du Mont-Perdu (Espagne).
- Côté français, elle est située sur la commune de Gavarnie-Gèdre dans le canton de la Vallée des Gaves, département des Hautes-Pyrénées, région Occitanie.
- Côté espagnol, elle est située dans la comarque de Sobrarbe, province de Huesca, communauté autonome d'Aragon.

### Hydrographie
Le sommet délimite la ligne de partage des eaux entre le bassin de l'Adour, qui se déverse dans l'Atlantique côté nord, et le bassin de l'Èbre, qui coule vers la Méditerranée côté sud.

## Histoire

### Alpinisme
1956 - Ascension de la face nord de la tour de Marboré par Jean Ravier et Claude Dufourmantelle.

## Voies d'accès

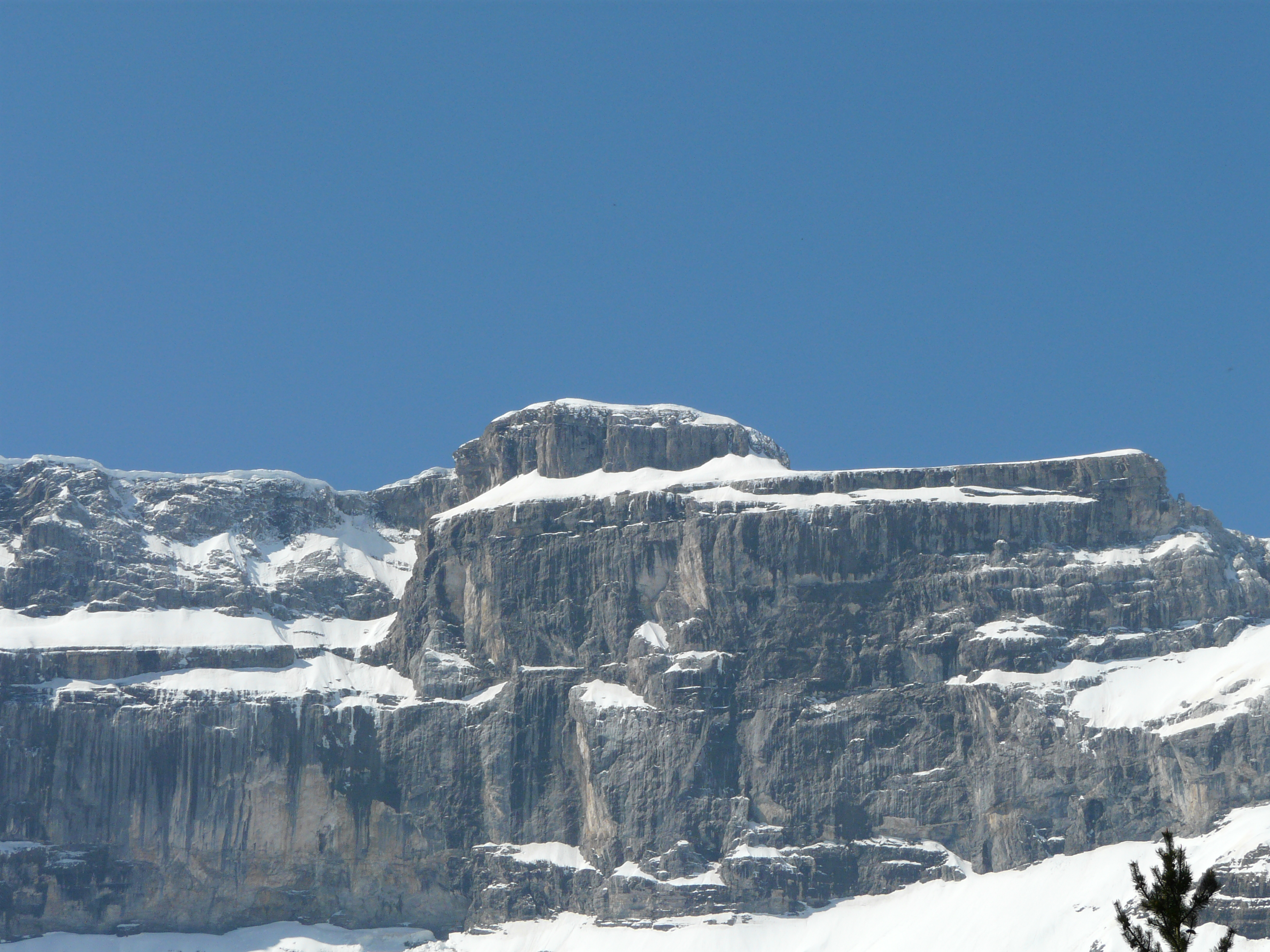
La tour du Marboré, vue du côté français.